# Koločep
Koordinati:   42°40′30″N, 18°00′30″E
Koločep je otok v skupini Elafitskih otokov (Hrvaška).

## Geografija
Koločep je otok s površino 2,43 km² in dolžino obale 12,869 km, ki leži 7 km severozahodno od Gruža. Vzdolž otoka se razprostirata dva niza apnenčastega gričevja, med katerima leži rodovitna dolina. Na severnem delu gričevja stoji najvišji vrh otoka, 125 mnm visoki Križ. Na otoku deljujeta dva svetilnika.
Otok, ki zaradi apnenčaste sestave tal, nima stalnih površinskih vod, je zaradi blagega mediteranskega podnebja porasel z gozdom in sredozensko vegetacijo. Na zahodni strani otoka je prostran Koločepski zaliv. Jugovzhodno od zaliva se razprostira dolina v kateri otočani prideljujejo grozdje, olive, šipek, agrume in zelenjavo.
Na otoku leži naselje Koločep, ki ga sestavljata dva manjša zaselka: Gornje in Donje Čelo.
Drugi svetilnik na otoku stoji na rtu Bezdanj. Ta svetilnik sveti z belimi ritmičnimi svetlobnimi bliski v skupini po dva bliska en za drugim. Skupine bliskov se ponavljajo vsakih 8 sekund. Nazivni domet svetlobe svetilnika je 4 milje. Oznaka za ta svetilnik v pomorskih kartah je B Bl(2s) 8s 4 M.

## Prebivalstvo
V dveh zaselkih stalno živi 150 prebivalcev (popis 2001) oz. 235 (2021).

## Gospodarstvo
Prebivalstvo se v glavnem ukvarja s poljedelstvom, vinogradništvom, gojenjem oljk, agrumov, ribolovom, pomorstvom in turizmom.
V hotelskem kompleksu »H. Ville Koločep«, ki se razprostira pri zaselku Donje Čelo je tudi plaža za naturiste.

## Zgodovina
V antiki se je današnji Koločep imenoval Calaphodia. V dubrovniškem statutu se prvič omenja 1272 pod imenom Calaphota. V Donjem Čelu se je iz rimske dobe ohranilo nekaj fragmentov marmornih skulptur, ki so vzidani v župnijsko cerkev. Župnijsko cerkev so pričeli graditi v 13. dokončali pa v 15. stol. Prvotni zvonik so 1788 porušili in na njegovem mestu postavili novega v baročnem slogu. Na griču nad cerkvijo stoji štirikotni obrambni stolp iz 16. stol. Ob poti v Gornje Čelo stoji srednjeveška cerkvica sv. Antona. V zaluvu Raci, nedaleč stran od Gornjega Čela stoji cerkvica sv. Antona Padovanskega z zvonikom na preslico, ki je bila postavljena konec 11. ter obnovljena v 18. stol. Na otoku je še nekaj ohranjenih cerkvic iz predromanskega obdobja grajenih okoli 9. stoletja (cerkvica sv. Sergeja, sv. Nikole in sv. Trojstva).

## Zanimivosti
Dva člana posadke Kolumbove ladje Santa Maria sta bila doma s Koločepa.